# Ksenotyp

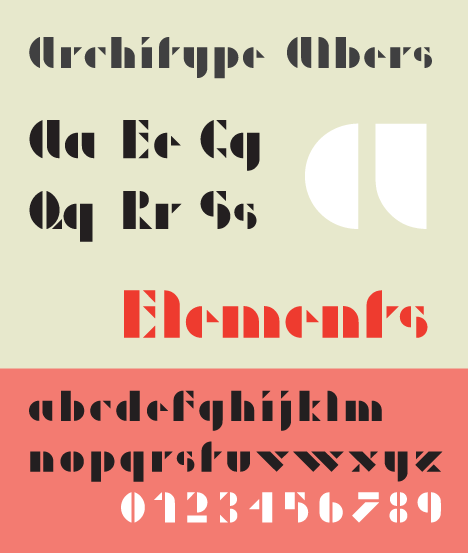
Przykład ksenotypu: Architype Albers

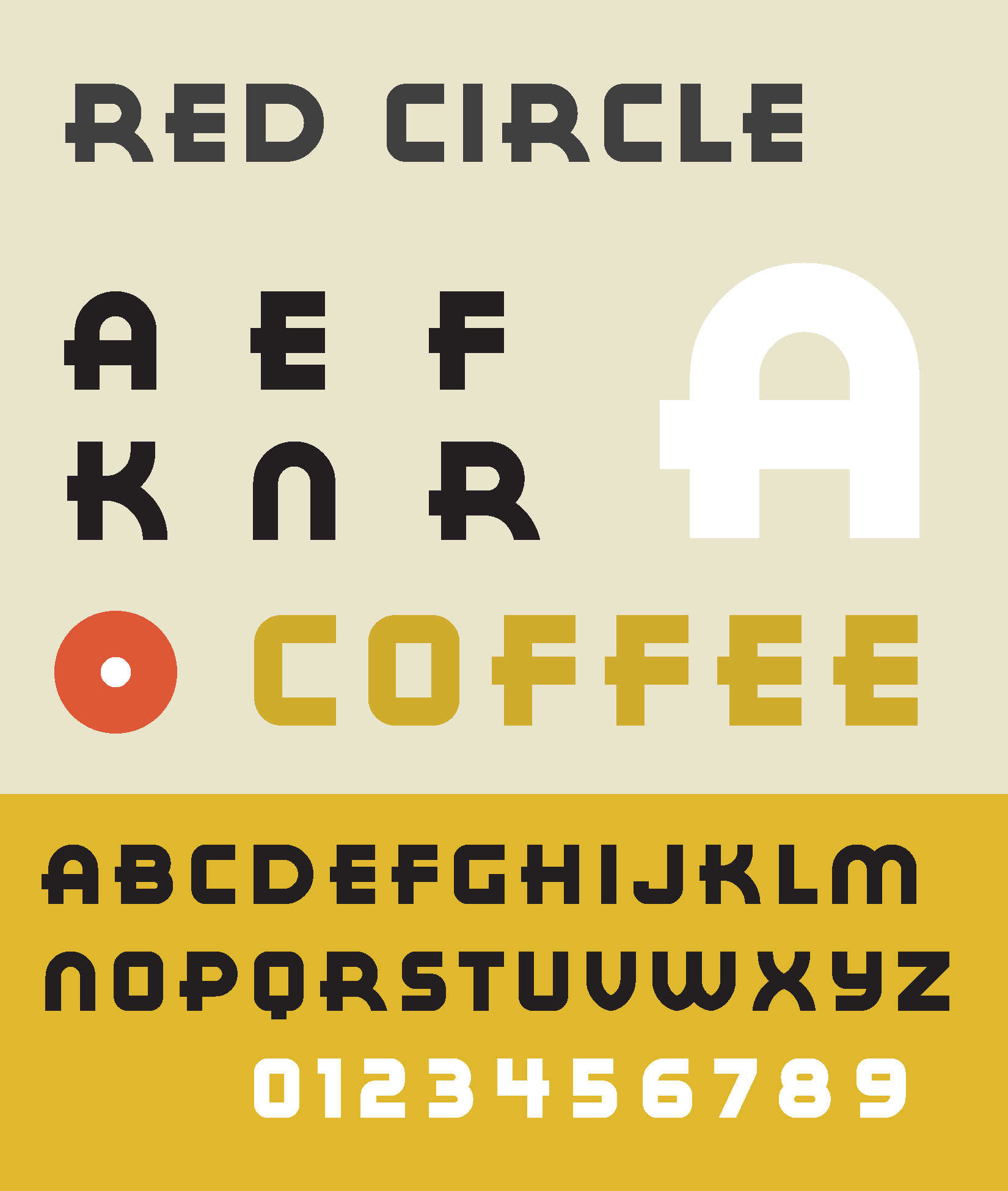
Przykład ksenotypu: Red Circle

Ksenotyp (hybryda) – jedna z czterech klas pism drukarskich (zob. krój pisma), łącząca cechy graficzne innych typów. Forma graficzna tej odmiany pisma odbiega znacząco od przyjętych w tradycji wzorców antykwy, pisma gotyckiego i skryptury (pisanki kaligraficznej). Ksenotypy wykorzystywane są głównie do druków użytkowych (akcydensów).

## Geneza
Nazwa xenotype (od gr. ksénos – obcy i typis – odbicie, obraz) była stosowana przez amerykańską firmę Photo-Lettering produkującą fotomatryce. W Polsce nazwa ksenotyp pojawiła się w klasyfikacji pism drukarskich ART, utworzonej przez Romana i Andrzeja Tomaszewskich, opublikowanej w 1993 r. Szybki rozwój ksenotypu nastąpił w drugiej połowie XX wieku i na początku XXI wieku, na co wpływ miało duże zapotrzebowanie na pisma reklamowe.

## Rodzaje
Wśród pism ksenotypowych wyróżniamy pisma jedno- i dwuelementowe. Do ksenotypów należą również wszelkie pisma płaszczyznowe (składające się z figur geometrycznych, często powodujące wrażenie trójwymiarowości). Do klasy ksenotypów zalicza się także pastisze pism, czyli kroje latynizujące lub imitujące pisma orientalne, np. pseudohebrajskie Shalom czy pseudohinduskie Taj Mahal.

## Tworzenie ksenotypu
Projektanci ksenotypów stosują:
- redukcję istotnych elementów budowy liter;
- upodobnienie liter do form nieliterniczych;
- złudzenia optyczne;
- dodatkowe elementy graficzne w polu znaku;
- deformacje kształtów liter.[1]

## Przykłady
Jako przykładowe ksenotypy można wymienić: Architype Albers, Coloscobic, Dacquoise, Mesquite Std, Montague, Octin Spraypaint, Onick, Red Circle, Rosewood Std, Wedgie.